# Желдирме
Желдирме́ (каз. желдірме — рысистый бег) — древний речитативный вид песенного жанра в казахском народном музыкальном творчестве. Желдирме складывается в основном из одного или нескольких повторяющихся мотивов. Мелодия имеет быстрое ритмичное начало, завершающееся же в спокойном ритме. Желдирме строится на семи- восьми- или одиннадцатистопных стихах, начинается на высокой ноте. Выдающимся мастером желдирме был И. Байзаков. В современном казахстанском музыкальном искусстве желдирме успешно используется в симфонических кантатах, ораториях (симфоническая поэма «Желдирме» Е. Г. Брусило́вского по мотивам И. Байзакова, кантата Е. Рахмадиева «Аястан» (1968) и другие).